# Windsor Park
Windsor Park är Nordirlands nationalarena i fotboll samt Linfield FCs hemmaplan. Arenan ligger i huvudstaden Belfast och är värd för den irländska cupens finalmatcher. Arenan byggdes redan 1905 och invigdes samma år.